# NGC 3041
NGC 3041 je galaksija u zviježđu Lavu.

## Vanjske poveznice
- SEDS: NGC 3041